# Золотурн (кантон)
Золотурн е един от кантоните на Швейцария. Населението му е 256 888 жители (декември 2010 г.), а има площ от 790,49 кв. км. Административен център е град Золотурн. Официален език е немският. По данни от 2007 г. около 18,70% от жителите на кантона са хора с чуждо гражданство (46 898 жители).